# 이천 어석리 석불입상
이천 어석리 석불입상(利川 於石里 石佛立像)은 대한민국 경기도 이천시 장호원읍 어석리에 있는 석불입상이다. 1981년 7월 16일 경기도의 유형문화재 제107호로 지정되었다.

## 개요
경기도 이천시 장호원읍 어석리 마을 한가운데 있는 이 석불은 상·하 2매의 커다란 돌로 이루어져 있다. 머리에 돌갓을 쓰고 있고 네모진 몸통 위에는 네모진 머리를 올려놓아 마치 4각의 돌기둥과 같다.
민머리의 정수리 위에는 상투 모양의 머리묶음이 낮게 표현되어 있고, 그 위에 8각형의 돌갓이 올려져 있다. 이마는 네모이지만 뺨과 턱에서는 비교적 둥근 맛이 난다. 큼직한 눈썹, 짧은 코, 작은 입, 길다란 귀 등의 표현은 부처님의 친근한 모습을 은근히 나타내고 있다. 이러한 얼굴 표현은 충주 미륵리 석조여래입상(보물 제96호)과 비슷한데, 고려시대 때 충청·경기지역에서 유행하던 지방화한 불상의 특징을 잘 나타내고 있다.
몸통은 네모진 기둥모양으로 정강이 부분에서 상·하 2장의 돌로 갈라놓고 있다. 오른손은 가슴 부분에서 손등을 보이고 있고, 왼손은 배 부분에서 손바닥을 보이고 있다. 양 어깨에 걸친 옷자락은 두꺼워 보이며, 굵은 선으로 간략하게 옷주름을 표현하였다. 옷 밑으로는 투박하게 조각된 두 발이 드러난다.
이 석불은 고려시대에 유행하던 지방화된 불상의 한 유형으로, 당시 불상 연구에 귀중한 자료로 평가되고 있다.

## 같이 보기
- 충주 미륵리 석조여래입상 - 보물 제96호

## 참고 문헌
- 이천어석리석불입상 - 국가유산청 국가유산포털